# Greenbriar
Greenbriar es un lugar designado por el censo ubicado en el condado de Pinellas en el estado estadounidense de Florida. En el Censo de 2010 tenía una población de 2.502 habitantes y una densidad poblacional de 1.523,7 personas por km².

## Geografía
Greenbriar se encuentra ubicado en las coordenadas 28°0′41″N 82°45′10″O / 28.01139, -82.75278. Según la Oficina del Censo de los Estados Unidos, Greenbriar tiene una superficie total de 1.64 km², de la cual 1.55 km² corresponden a tierra firme y (5.84%) 0.1 km² es agua.

## Demografía
Según el censo de 2010, había 2.502 personas residiendo en Greenbriar. La densidad de población era de 1.523,7 hab./km². De los 2.502 habitantes, Greenbriar estaba compuesto por el 91.97% blancos, el 3.48% eran afroamericanos, el 0.28% eran amerindios, el 2.4% eran asiáticos, el 0% eran isleños del Pacífico, el 0.8% eran de otras razas y el 1.08% pertenecían a dos o más razas. Del total de la población el 7.51% eran hispanos o latinos de cualquier raza.